# ო
ო（グルジア語: ონი、/ɔnɪ/）は、現行のグルジア文字の14番目の文字（正書法改正前は16番目）である。

## 使用
ジョージア語では円唇後舌半広母音[ɔ]を表す。記数法では数値70を表す。
ジョージア国内のラズ語でも使用されている。トルコ国内で使用されているラズ語ラテン・アルファベットの「O」に対応する。アブハズ語（1937年から1954年まで）およびオセット語（1938年から1954年まで） のグルジア文字表記法でも使用されていたが、現在はキリル文字が主に使われ、「О」と記される。
ジョージア語のラテン文字化では「O」と記す。グルジア語の点字では記号⠕（U + 2815）となる。

## 字形
| アソムタヴルリ | ヌスフリ | ムヘドルリ | ムタヴルリ | ムヘドルリの変体 |
| -------------- | -------- | ---------- | ---------- | ---------------- |
|                |          |            |            |                  |

## 符号位置
| 文字 | Unicode | JIS X 0213 | 文字参照          | 備考           |
| ---- | ------- | ---------- | ----------------- | -------------- |
| Ⴍ    | U+10AD  | -          | &#x10AD; &#4269;  | アソムタヴルリ |
| ⴍ    | U+2D0D  | -          | &#x2D0D; &#11533; | ヌスフリ       |
| Ო    | U+1C9D  | -          | &#x1C9D; &#7325;  | ムタヴルリ     |
| ო    | U+10DD  | -          | &#x10DD; &#4317;  | ムヘドルリ     |